# Penelope Blake
Penelope Blake est un personnage de Grey's Anatomy,

## Histoire du personnage

### Enfance
Quand Penelope était enfant, elle déménageait tous les deux ans à cause de l'emploi de sa mère. Comme pour la plupart des personnages de la série, sa vie est compliquée et remplie d'évènements dramatiques en tout genre. 

### La Mort de Derek
Penny était l'un des médecins qui était chargé de sauver Derek Shepherd quand il a été emmené au Dillard Medical Center, à la suite de l'accident dont il a été victime. Les pensées de Derek, au moment des faits, indiquaient qu'il l'aimait bien, et qu'il la trouvait intelligente. Elle voulait commander un scan mais Paul, l'autre médecin chargé du cas, a insisté pour ne pas en faire un prétextant qu'ils n'auraient pas le temps car ils avaient besoin de l'emmener en chirurgie. Alors qu'ils étaient sur le chemin du bloc, elle a tenté une dernière fois de convaincre Paul d'emmener Derek au scan, car il était désormais stable. Paul a de nouveau refusé et ils sont allés opérer Derek. Quand il est devenu instable, Paul s'est souvenu qu'il avait eu une lacération à la tête. Il a alors demandé à l'anesthésiste de vérifier ses yeux. Ils appelèrent le neurochirurgien, Joseph Cohn, qui a dit qu'il serait là dans 20 minutes parce qu'il était à un dîner. Malgré cela, il lui a fallu une heure et demie pour arriver.  
Penny est allée avec le Dr Cohn parler à Meredith à propos de la mort de Derek et Meredith leur a dit que le fait de ne pas faire un scan était une mauvaise décision. Lorsque Meredith est sortie dehors, Penny était sur un banc à l'extérieur en train de pleurer. Elle est allée jusqu'à Meredith pour lui présenter des excuses une nouvelle fois mais Meredith lui a dit que Derek était unique, que son erreur lui permettrait d'être meilleure à l'avenir car elle verrait son visage à chaque fois qu'elle traitera un patient. Elle lui dit qu'il va la hanter et lui rappeler qu'il est mort pendant sa garde, qu'il va soit la rendre meilleur médecin soit la faire abandonner. 
On peut donc dire que c'est l'une des responsables de la mort de Derek, de par son manque de persuasion et de confiance en elle.

### Devine qui vient dîner?
Après la mort de Derek, Penny a commencé à voir Callie Torres. Elles se sont fréquentées pendant un certain temps et Callie décide finalement d'inviter Penny à venir avec elle à un dîner chez Meredith. Elle et Meredith ont toutes les deux été choquées de se revoir quand Callie et Penny sont arrivées à la fête. Penny essaye à plusieurs reprises de convaincre Callie de partir mais Callie refuse. Elle l'obligera à rester même après avoir été appelée par l'hôpital. Meredith garde le silence à propos de la mort de Derek, mais elle cesse de se taire quand Penny dit qu'elle sera transférée au Grey Sloan Memorial Hospital. Les médecins ont tous été choqués par les nouvelles. Plus tard, Penny et Meredith se parlent. Penny a dit qu'elle allait demander un autre transfert pour ne pas avoir à travailler ensemble mais Meredith lui dit qu'elle la verrait lundi et qu'elle ne devait pas être en retard.

### Premier jour à l'hôpital
Pour sa première journée au GSMH, Penny a été affectée au service de Meredith Grey. Elle a aidé Meredith à traiter le cas de Robert Matthews mais Meredith n'a cessé de la critiquer à chaque fois qu'elle le pouvait. Toutefois, après avoir parlé à Richard, Meredith a accepté de donner une autre chance à Penny et la demande pour son service pour le reste de la semaine. Meredith a continué à avoir Penny dans son service. Penny a finalement confronté Meredith, disant qu'elle pouvait la haïr tant qu'elle lui apprenait quelque chose sinon elle devait laisser partir Penny. Meredith lui proposera, plus tard, son aide pour une greffe de rein.